# Duits basketbalteam (mannen)
Het Duits nationaal basketbalteam is een team van basketballers dat Duitsland vertegenwoordigt in internationale wedstrijden. Deutscher Basketball Bund is verantwoordelijk voor het nationale team. De laatste jaren presteert Duitsland goed tijdens internationale toernooien. Zo wonnen de Duitsers de zilveren medaille tijdens Eurobasket 2005 en behaalden ze brons tijdens het Wereldkampioenschap basketbal 2002. Absolute ster van het team is de in de NBA actieve Dirk Nowitzki. Onder zijn leiding behaalde men in de afgelopen editie van de Eurobasket de vijfde plaats.

## Duitsland tijdens internationale toernooien

### Wereldkampioenschap
- WK basketbal 1986: 16e
- WK basketbal 1994: 12e
- WK basketbal 2002:
- WK basketbal 2006: 8e
- WK basketbal 2010: 17e
- WK basketbal 2019: 18e
- WK basketbal 2023:

### Eurobasket

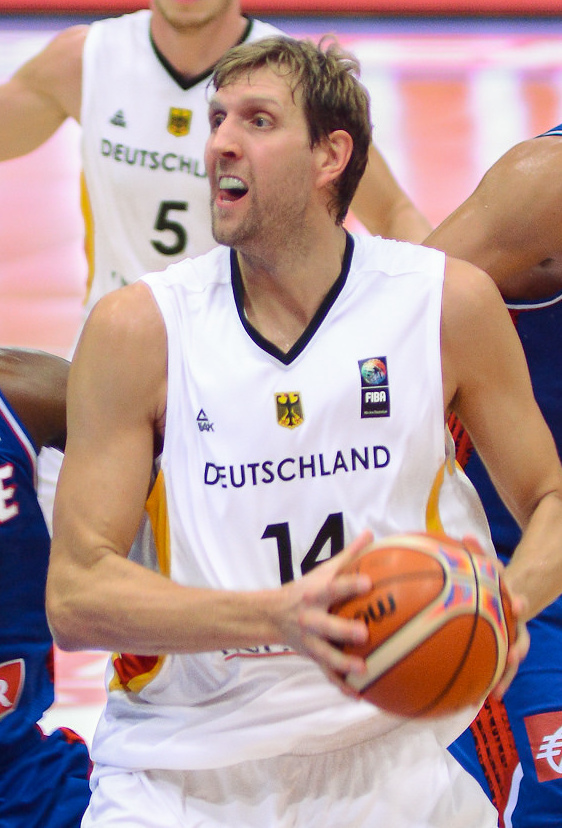
Dirk Nowitzki

- Eurobasket 1951: 12e
- Eurobasket 1953: 14e
- Eurobasket 1955: 17e
- Eurobasket 1957: 13e
- Eurobasket 1961: 16e
- Eurobasket 1965: 14e
- Eurobasket 1971: 9e
- Eurobasket 1981: 10e
- Eurobasket 1983: 8e
- Eurobasket 1985: 5e
- Eurobasket 1987: 6e
- Eurobasket 1993:
- Eurobasket 1995: 11e
- Eurobasket 1997: 12e
- Eurobasket 1999: 7e
- Eurobasket 2001: 4e
- Eurobasket 2003: 11e
- Eurobasket 2005:
- Eurobasket 2007: 5e
- Eurobasket 2009: 11e
- Eurobasket 2011: 9e
- Eurobasket 2013: 17e
- Eurobasket 2015: 18e
- Eurobasket 2017: 6e
- Eurobasket 2022:

### Olympische Spelen
- Olympische Spelen 1936: 17e
- Olympische Spelen 1972: 12e
- Olympische Spelen 1984: 8e
- Olympische Spelen 1992: 7e
- Olympische Spelen 2008: 10e
- Olympische Spelen 2020: 8e
- Olympische Spelen 2024: 4e